# Svitlovodsk
Svitlovodsk (ukrainska: Світловодськ lyssna (fil), ryska: Светловодск) är en stad i Kirovohrad oblast i centrala Ukraina. Staden ligger cirka 91 kilometer nordost om Kropyvnytskyj. Svitlovodsk beräknades ha 43 130 invånare i januari 2022.